# Elaine Pritchard
Elaine Pritchard (* 7. Januar 1926 in Brentford als Dorée Elaine Zelia Saunders; † 7. Januar 2012 in Gloucester) war eine britische Schachspielerin. Sie gewann 1939, 1946, 1956 und 1965 die britische Schachmeisterschaft der Frauen. Seit 1957 trug sie den Titel einer Internationalen Meisterin.

## Leben
Sie lernte die Schachregeln im Alter von fünf Jahren von ihrem Vater Henry de Beaufort Saunders (1900–1989) und nahm bereits mit sieben Jahren an Schachturnieren teil. Durch ihre Erfolge in jungen Jahren erregte sie öffentliche Aufmerksamkeit und galt als Wunderkind. Im Alter von zehn Jahren gewann sie eine vom Weltschachverband FIDE ausgerichtete Meisterschaft für Mädchen unter 21 Jahren mit 11 Punkten aus zwölf Partien. Bei Simultanvorstellungen leistete sie im Januar 1938 gegen Weltmeister Alexander Aljechin lange Widerstand und konnte im April 1938 gegen Rudolf Spielmann sogar gewinnen. Im Alter von 13 Jahren gewann sie 1939 in Bournemouth mit 10 Punkten aus elf Partien die britische Frauenmeisterschaft. Da sie noch Schwächen im Endspiel aufwies, widmete ihr der Autor Philip Walsingham Sergeant sein Buch An Introduction to the Endgame at Chess. 
Nachdem in den Jahren 1940 bis 1945 kriegsbedingt keine Landesmeisterschaften stattfanden, verteidigte sie ihren Titel 1946 in Nottingham nach Stichkampf gegen Rowena Mary Bruce. Sie machte einen Hochschulabschluss in Französisch, arbeitete einige Jahre für das Außenministerium und wurde dann Lehrerin. Im Jahr 1950 spielte sie bei der Landesmeisterschaft der Männer mit, kam mit 3 Punkten aus elf Partien aber nur auf Platz 35. Im März 1952 heiratete sie den Autor David Pritchard und nahm dessen Nachnamen an. Sie begleitete ihren Ehemann, der als Pilot bei der Royal Air Force diente, für drei Jahre nach Asien und nahm dort auch an Schachturnieren teil. Durch ihren Sieg bei der Landesmeisterschaft 1956 in Blackpool qualifizierte sie sich für das Zonenturnier 1957 in Venedig, bei dem sie mit 7 Punkten aus zehn Partien auf den mit Milunka Lazarević geteilten 2. Platz kam. Zusammen mit Eileen Betsy Tranmer vertrat sie England bei der Schacholympiade 1957. Sie erzielte 9 Punkte aus 14 Partien (+6 =4 −4) und konnte ein Remis gegen die Weltmeisterin Olga Rubzowa erreichen. Im März 1958 wurde sie Mutter einer Tochter.   
Im Jahr 1965 konnte sie in Hastings mit 10 Punkten aus elf Partien zum vierten Mal die Landesmeisterschaft gewinnen. Beim Zonenturnier 1966 in Arenys de Mar kam sie mit 8,5 Punkten aus 14 Partien auf den 6. Platz. 
In den 1970er Jahren spielte sie noch bei vier Schacholympiaden der Frauen: 1972 in Skopje (Brett 2, +1 =2 −4), 1974 in Medellín (Brett 2, +4 =2 −2), 1976 in Haifa (Brett 3, +4 =2 −2) und 1978 in Buenos Aires (1. Reservebrett, +2 =3 −1). Bei der Olympiade in Haifa, die von den Comecon-Staaten boykottiert wurde, errang die englische Mannschaft die Silbermedaille. 
Elaine Pritchard, die sich sehr für die Organisation von Schachturnieren für Mädchen einsetzte, war Ehrenmitglied der English Chess Federation. Sie verstarb 2012 an ihrem 86. Geburtstag.

## Werke
- Chess For Pleasure (London 1971, ISBN 0-571-09201-2)
- The Young Chess Player (London 1976, ISBN 0-571-10567-X)